# كرايسلر إم إي فور-تويلف
كرايسلر إم إي فور-تويلف (بالإنجليزية: Chrysler ME Four-Twelve)‏ ، هي سيارة رياضية من إنتاج شركة كرايسيلر الأمريكية سنة 2004م.